# Nucleus parabrachialis
A Nucleus parabrachialis egy a hídban található agyi képlet, mely a felszálló retikuláris aktiváló rendszerrel (FAR) áll kapcsolatban. Két részre osztható: ezek az oldalsó parabrachialis mag (Nucleus parabrachialis lateralis) és a középső parabrachialis mag (Nucleus parabrachialis medialis). A Nucleus parabrachialis összeköti a retikuláris állományt és a talamuszmagokat.

## Funkció
Rágcsálóknál szerepe van az ízérzetek feldolgozásában. A Nucleus tractus solitariusból származó rostok összekötik az ízérzékelő kérgi központokat a Nucleus parabrachialisszal, amely az információt két vonalon szállítja tovább. Az első összeköti a Nucleus parabrachialist a talamuszban a Nucleus ventralis posteromedialisszal, a második összeköti a Nucleus parabrachialist az amygdalaval és a hipotalamusz oldalsó részével. A Nucleus parabrachialis sérülése a kondicionált ízkerülés reflexének elvesztését okozza, a struktúrák közötti rostoké pedig az öntudat csökkenését válthatja ki a FAR funkciózavara miatt.

## Külső hivatkozások
- Parabrachial nucleus- Brainmaps.org